# Saonara
Saonara település Olaszországban, Veneto régióban, Padova megyében. Lakosainak száma 10 481 fő (2023. január 1.). Saonara Padova, Vigonovo, Sant’Angelo di Piove di Sacco és Legnaro községekkel határos.

## Népesség
A település lakossága az elmúlt években az alábbi módon változott:
| Lakosok száma | 10 406 | 10 422 | 10 481 |
|               | 2017   | 2018   | 2023   |